# Верблюжская волость
Верблюжская волость — административно-территориальная единица Александрийского уезда Херсонской губернии.
По состоянию на 1886 год состояла из 8 поселений, 3 сельских общин. Население 10 888 человек (5516 мужского пола и 5372 женского), 2177 дворовых хозяйств.
|                        | Площадь, десятин | В том числе пахотной, дес. |
| ---------------------- | ---------------- | -------------------------- |
| Сельских общин         | 25 719           | 18 400                     |
| Частной собственности  | -                | -                          |
| Казённой собственности | 3645             | 837                        |
| Другой собственности   | 218              | 76                         |
| Всего                  | 29 582           | 19 413                     |

Самые большие поселения волости:
- Верблюжка — село при реке Большая Верблюжка в 40 верстах от уездного города, 4627 человек, 961 двор, 2 православные церкви, школа, земская станция, 10 лавок, трактир, 3 ярмарки: 15 августа, 9 мая, базары по воскресеньям.
- Вершино-Каменка — село при реке Каменка, 4018 человек, 748 дворов, православная церковь, школа, 12 лавок.
- Спасово — село при реке Верблюжка, 2243 человека, 439 дворов, православная церковь, школа, 3 лавки.

По состоянию на 1896 год состояла из 28 поселений, 3161 дворовое хозяйство, население 17 695 человек.